# 烏斯尼嶺
60°42′S 45°38′W / 60.700°S 45.633°W
烏斯尼嶺（英語：Usnea Ridge），是南極洲的山嶺，位於南奧克尼群島的西格尼島中部，處於簡峰和斯平德里弗特山口之間，海拔高度100至160米，在1991年由英國南極名稱諮詢委員會命名，現時由南極條約體系管理。